# Renate
Renate (Renàa, in dialetto brianzolo) è un comune italiano di 3 961 abitanti della provincia di Monza e della Brianza in Lombardia. Il suo territorio risulta compreso tra i 281 e i 333 metri sul livello del mare.
La superficie è di 2,88 km², dei quali 1,30 km² risultano urbanizzati per una percentuale del 44,828%.

## Origini del nome
L'origine del nome del paese viene, forse, da "Arenate" per la tipologia sabbiosa (rena) del terreno. Di fatto, il territorio si stende su un'area geologica prealpina di origine morenica: nella fascia che scende dalla maggiore catena montuosa delle Alpi, la zona di passaggio verso la grande pianura lombarda, Renate si colloca ai piedi di una serie di ondulazioni collinarie, originate, nell'Era Quaternaria, dall'accumulo di materiale trasportato dai ghiacciai alpini.

## Storia
La Brianza fu certamente abitata da popolazioni orobiche cui seguirono i Celti (Galli) spinti a Nord dagli Etruschi.
I Romani occuparono poi la Brianza dopo aver vinto Milano nel 222 a.C. come riportato nel De Bello Gallico di Giulio Cesare; l'imperatore Ottaviano Augusto, subentragli, divise l'Italia in 11 province e Plinio il Vecchio riferisce che la Brianza rinetrava nell'ottava. In Renate sono stati rinvenuti reperti di sepolture di epoca romana in località Odosa — durante gli scavi della ferrovia Monza-Molteno (donati ai Musei di Lecco) — e ai Cariggi una spada in bronzo del tipo a forma di salice che verosimilmente contraddistingueva la tomba di un guerriero. In centro paese, nel cortile detto "Curt di Bioi", furono rinvenute antiche monete romane tra le quali un sesterzio di rame.
Non ci sono altre notizie certe che citino Renate fino al 1096 quando una pergamena che parla di un certo Maino del fu Borrizzone di Vicosopra lascia tutti i suoi beni alla chiesa di San Lorenzo di Chiavenna: il lascito testamentario è redatto da Giovanni notaio e giudice in Renate.
Nel 1100, in un altro lascito testamentario, le sorelle Naluscia e Pagana, figlie di Lanfranco detto de Torre, donarono, con il consenso dei loro mariti Alderico e Alderano, la chiesa di San Siro a Brianzono, in provincia di Sondrio. Lanfranco era de vico Arenato, originario quindi di Renate; si deve ascrivere la sua appartenenza alla famiglia Della Torre che governò la città di Milano nel periodo precedente i Visconti nelle varie successioni di vassalli, valvassori, valvassini e manenti create con Carlo Magno, il primo grande imperatore del Sacro Romano Impero incoronato nell'800.
Il secolo successivo vede Renate "dipendere" dai monasteri benedettini di Civate e Pontida nel senso che i terreni e le proprietà venivano affidati a "governatori" locali delle famiglie notabili presenti sul territorio. In un contratto scritto in Cremella il 13 febbraio 1117, il prete Giovanni, rappresentante di Teodaldo di Pontida, affida ad alcuni famigli renatesi (Obizzone, Lotario figlio di Ugo e nipote di Obizzone stesso, Alderico ed Amizzone, gemelli e figli di Arialdo) la gestione di alcuni poderi in Cassago dietro pagamento di un affitto da pagarsi in denaro nella ricorrenza di S. Martino insieme ad altri beni come polli e uova.
Nel 1162, Federico Barbarossa, imperatore del Sacro Romano Impero, concede un diploma imperiale a favore di Algiso quale riconoscimento della sua fedeltà di paladino.
Con questa investitura viene ricordato tra i vari possessi appartenenti all'abbazia di Civate una località chiamata Retenadem. Nello stesso elenco si affianca anche il nominativo del Vianò nella forma di Viganorem.
Negli stessi giorni, Benedetto d'Assia, ambasciatore di Federico Barbarossa, investe il monastero di Cremella, di diversi fondi del circondario tra cui viene citato anche il luogo del Tornago.
Nell'agosto del 1232, Bernardo Pozzonello, arciprete di Monza, concede nuovi statuti al monastero di Cremella; tra gli altri sono ricordati Codecario e Sorzao detti del luogo del Tornago.
1289: nel Liber Notitiae Sanctorum Mediolani (elenco di santi, chiese ed altari della diocesi di Milano) del cronista Goffredo da Bussero, vengono ricordate in Renate tre chiese e tre altari:
1. la chiesa di San Donato in Renate;
2. la chiesa di San Salvatore al Tornago;
3. la chiesa di Sant'Alessandro al Vianò (chiesa estimata per 3 lire, 12 soldi e 3 denari nel 1398).

Il 22 dicembre 1451, le tre località di Renate con il Tornago e il Vianò, vengono inserite nelle immunità fiscali che il duca di Milano Francesco Sforza concede al Monte di Brianza.
Cinque anni più tardi, diverse famiglie con il cognome "Perego" vengono individuate nell'estimo ducale. Sono residenti in Renate, Pieve di Agliate. Anche il Monastero del Vianò ottiene un'immunità fiscale da parte del sig. Paolo di Santo Cassiano per certi beni venduti in luogo a Felice de Perego nel 1498.
Nel 1530, Renate contava 91 abitanti, 20 capi di bestiame bovino. V'erano 240 pertiche coltivate a vigna, 298 a campo e prato, 230 a ronco. Oltre al centro storico (via Umberto) e il Tornago d'antica origine medievale, vicino a Cremella e alla Pieve di Missaglia, v'erano il Vianò col suo monastero sotto la Pieve di Agliate e la Cascina Odosa al confine con Besana.
Fino al 1565, la cura delle anime di Renate era esercitata dai frati di San Girolamo di Castellazzo della chiesa di Sant'Alessandro al Vianò. Con le visite pastorali di san Carlo Borromeo, viene stabilito che la chiesa parrocchiale sarà quella di San Donato e Carpoforo: Donato Perego è investito del nuovo beneficio e, nel 1578, Ludovico Arrigoni è parroco. Sono questi anche gli anni della tremenda peste; per sfuggire alla quale, si costruì l'oratorio dei Santi Rocco e Sebastiano. Sono gli anni di dominazione spagnola, quelli raccontati da Alessandro Manzoni nei Promessi Sposi. Il 10 maggio 1607, Renate dà ospitalità alla soldataglia lanzechinecca della compagnia del capitano Alberto Baldovino. Nel 1630, di nuovo, si ospita la compagnia lanzechinecca del capitano Rainoldo del reggimento del colonnello Ciamburgo. Gerolamo Villa accoltella sulla piazza di Renate il soldato Maffeo Germano.
Nel 1684 Giovan Angelo Perego, con un proprio lascito testamentario, fonda la chiesa di San Giovanni Battista. Nello stesso anno, sotto la guida spirituale del Parroco don Carlo Bossi, viene riedificata la chiesa parrocchiale.
Il XVIII secolo vede la dominazione austriaca. Nel 1759, la chiesa parrocchiale riceve la visita del cardinale arcivescovo di Milano Giuseppe Pozzobenelli. Nel 1777, il parroco don Federico Beretta guida un ampliamento e restauro della chiesa parrocchiale. Nel 1787, viene pubblicato il bando d'avviso per la vendita all'incanto dei possedimenti goduti dalla parrocchiale. Verranno per la maggior parte acquistati dal nobile Francesco Aliprandi. Nel 1793, la stessa parrocchiale perde la sua caratteristica di mercenaria a favore di beneficio parrocchiale perpetuo con pubblico atto del notaio Carlo Alberto Rusca. Verranno da allora nominati i parroci direttamente in loco.
Nel 1843 Emilia Redaelli sposa nella chiesa parrocchiale il nobile Enrico Manzoni, figlio dello scrittore Alessandro e di Enrichetta Blondel. Abiteranno nella villa Cagnola-Mazzucchelli per 20 anni con 7 figli. La villa fu costruita nella seconda metà del '700 su progetto dell'architetto Giuseppe Piermarini (lo stesso che studiò il restauro della facciata del Teatro alla Scala di Milano oltre alla Villa Reale di Monza).
Il '900, è il secolo delle grandi opere pubbliche. Si comincia con il municipio nel 1904. Nel 1907, è la volta dell'asilo infantile "Regina Elena". Nel 1911 viene inaugurata solennemente la ferrovia Monza-Molteno-Oggiono, progetto del cittadino renatese ing. Enea Camisasca.
L'8 novembre 1928 viene pubblicato il regio decreto 8556 con il quale il Comune di Renate viene fuso con il Comune di Veduggio e così rimarrà fino al 1956.
Tra il 1960 e il 1964, si realizza l'ampliamento della chiesa parrocchiale sotto la guida del benemerito parroco don Pasquale Zanzi.
Nel 1965 si inaugurò la scuola elementare "Alfredo Sassi" alla presenza dell'allora Ministro della pubblica istruzione on. Giulio Andreotti dopo la posa della prima pietra dell'arcivescovo di Milano Giovanni Colombo in visita pastorale.
Fu poi la volta della scuola media in consorzio con il Comune di Veduggio, e della scuola materna statale sorta nel 1974 inaugurata alla presenza del nuovo Ministro dell'agricoltura senatore Marcora.
Il 1977, negli anni del decentramento amministrativo, si svolgono i lavori per la biblioteca comunale, che aprirà i battenti l'anno successivo. L'ultimo ventennio vede sorgere il centro sportivo e il centro culturale "Alfredo Sassi", intitolato allo scultore milanese che visse a Renate nella seconda metà della sua vita; nel centro si conservano i gessi delle sue opere insieme a quelle di un altro artista, il ceramista Vanotti. Si è compiuto il restauro e l'ampliamento del municipio nel 1992 e quello degli ambulatori medici.
Anche il centro del paese, la piazza Don Pasquale Zanzi, ha subito un rifacimento importante. Gli ultimi progetti degli anni recenti sono tutti per i più piccoli: ludeteca e asilo nido.
Dalla comunità agricola dei primordi, Renate ha vissuto il destino della Brianza con la coltivazione dei gelsi per l'allevamento dei bachi da seta e confermando i primati delle tessiture territoriali. Si è poi specializzato nelle minuterie meccaniche, nel packaging plastico, nelle maniglie, nella lavorazione di imballaggi in carta e cartone, nastrifici.
Resiste alla crisi economica dell'ultimo biennio cercando di mettere in pratica quello che il maestro Sassi indicava agli studenti della sua scuola serale: che bisogna unire all'utile anche il vero e il bello proprio per i tempi in cui senza utile si rimanga almeno con il bello e sempre con il vero.

### Simboli
Lo stemma e il gonfalone sono stati concessi con decreto del presidente della Repubblica del 27 maggio 1971.
Lo stemma comunale mostra la figura di una colonna votiva (erroneamente blasonata obelisco) che si ispira a quella realmente esistente nella piazza principale del capoluogo e sormontata da una croce d'oro, che la tradizione vuole posta a ricordo dell'esecuzione di un giovane patriota risorgimentale, di cui non si conosce il nome, ma che si sa esser stato amico di Enrico Manzoni (figlio dello scrittore Alessandro Manzoni) e che abitava in questa località.
Il gonfalone è un drappo troncato di giallo e di azzurro.

## Monumenti e luoghi d'interesse

### Architetture religiose
- Chiesa dei Santi Alessandro e Mauro[8][9];

- Chiesa dei Santi Donato e Carpoforo, é la parrocchiale di Renate[10]. Fu il teatro del matrimonio del figlio di Alessandro Manzoni, Enrico.

### Parchi
Sul territorio comunale insiste una parte del parco agricolo La Valletta.
Il parco ha una superficie totale di 837 ettari, dei quali 129 sul territorio di Renate.
Il territorio del parco La Valletta si trova interposto tra due grandi aree protette quali il "Parco della Valle del Lambro", di carattere fluviale, e il "Parco naturale di Montevecchia e della Valle del Curone", di carattere agricolo-forestale. 
La particolare collocazione dell'area, ha portato a valutarla come un possibile terzo "corridoio ecologico", un ponte di connessione tra i due parchi regionali che rappresentano i nodi funzionali di un sistema di rete ecologica a scala provinciale e regionale.
L'ampia area verde del parco agricolo La Valletta è costituita da caratteri naturali, storici e culturali propri che si sono mantenuti nel tempo. Gli elementi che permettono di conoscere le qualità e i pregi del territorio della Valletta sono sia gli elementi naturali (geomorfologia, idrologia, vegetazione, zoologia) che gli elementi culturali (uso del suolo, valori scenografici - architettonici, rete sentieristica).

## Società

### Evoluzione demografica
Abitanti censiti

- 368 nel 1751
- 609 nel 1771
- 667 nel 1805
- 1 838 nel 1811 dopo annessione di Veduggio con Colzano e Capriano
- 1 065 nel 1853
- 1 575 nel 1921
- 3 601 nel 1931 come Renate Veduggio dopo annessione di Veduggio con Colzano nel 1929
- 4 222 nel 1951

Il comune di Renate ha fatto registrare nel censimento del 1991 una popolazione pari a 3 425 abitanti. Nel censimento del 2001 ha fatto registrare una popolazione pari a 3 731 abitanti, mostrando quindi nel decennio 1991-2001 una variazione percentuale di abitanti pari all'8,93%.
Al 31 dicembre 2009 la popolazione risulta di 4 186 abitanti, con un incremento del 12,19% rispetto al 2001 e del 22,21% rispetto al 1991.
Gli abitanti sono distribuiti in 1 350 nuclei familiari con una media per nucleo familiare di 2,76 componenti (al 31 dicembre 2009 risultano 1 659 nuclei familiari con una media per nucleo familiare di 2,52 persone).
La popolazione straniera ammonta a 390 unità, pari al 9,32% della popolazione.

### Tradizioni e folclore

#### Palio Renatese
A settembre, in occasione della festa della Madonna Addolorata, tradizionalmente fra la seconda e la terza domenica di settembre, si svolge il Palio Renatese a cui partecipano i quattro rioni (contrade) in cui il paese di Renate è suddiviso: Garibaldina, Gesöla, Le Sorgenti, Turiom.
La manifestazione ha avuto la sua prima edizione del 1979 è tuttora attiva, e viene regolarmente organizzata dal relativo Comitato organizzatore.
Il premio consiste in un drappo che la contrada vincitrice ha diritto di conservare per un anno e che rimette "in palio" l'anno successivo.

## Cultura

### Istruzione
Nel comune sono presenti un asilo nido, una scuola dell'infanzia, una scuola primaria (elementare) e una scuola secondaria di primo grado (scuole medie), tutte facenti parte dell'istituto comprensivo scolastico "Alfredo Sassi".
Al 2001 risulta in possesso di una laurea o diploma universitario il 4,40% della popolazione, in possesso di un diploma di scuola secondaria il 24,73% della popolazione, per un totale, al 2001, di 1.086 studenti sull'allora popolazione di 3 728 abitanti.

### Biblioteche
La biblioteca comunale "Alfredo Sassi" di Renate fa parte del Sistema Bibliotecario BrianzaBiblioteche.
Tra i presidenti della Biblioteca figura anche il critico letterario Fulvio Panzeri, che ha ricoperto il ruolo dal 1995 al 2004 curando anche due opere di storia locale sul cardinale Dionigi Tettamanzi e sullo scultore Alfredo Sassi; a Renate, dove faceva l'insegnante elementare, è stato anche Assessore alla pubblica istruzione e cultura dal 2004 al 2009.

## Economia
Il comune ha una vocazione prevalentemente industriale, con manifatture tessili e altre legate alla lavorazione del legno e delle materie plastiche, in particolare ha due industrie particolarmente sviluppate, basate sulla produzione di maniglie, di cui una conosciuta anche a livello internazionale. Vi è anche una fabbrica di elettrodomestici e una ditta lavoratrice di ferro conosciuta a livello nazionale.
Il reddito medio IRPEF (2005) risulta di 21.073 euro contro una media regionale di 22.716 euro e nazionale di 18.873 euro (al 2008).

## Infrastrutture e trasporti

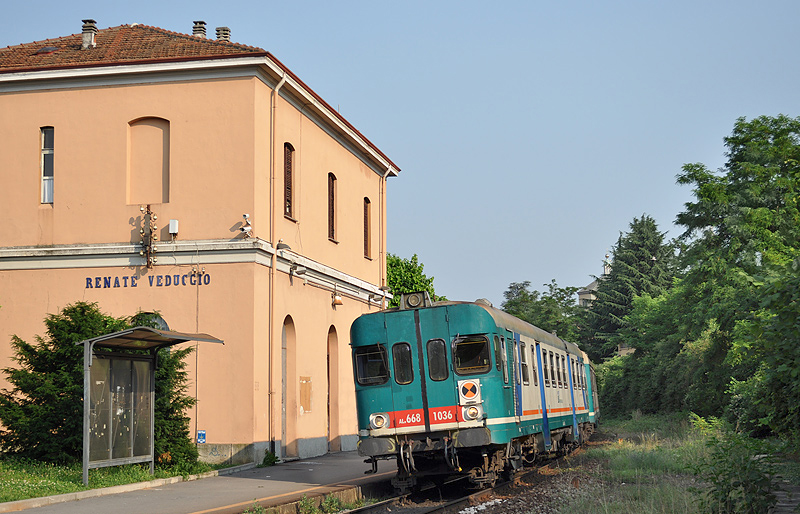
La stazione di Renate-Veduggio

Maggiore arteria viaria del territorio comunale è la strada provinciale 112 Rivabella - Renate.
La stazione di Renate-Veduggio, posta sulla ferrovia Monza-Molteno-Lecco, è servita dai treni della linea S7 del servizio ferroviario suburbano di Milano, operati da Trenord nell'ambito del contratto di servizio stipulato con la Regione Lombardia. Fra il 1912 e il 1931 tale impianto risultava inoltre località di diramazione della breve ferrovia Renate-Romanò Fornaci.
Il comune è inoltre servito da autolinee, gestite dal consorzio Brianza Trasporti.

## Media

### Televisione
Nel 1980 nasce a Renate Telerenate, vivace emittente locale di matrice cattolica, espressione della locale Parrocchia, che presto mostra volontà di emancipazione territoriale, mutando la denominazione, definita troppo locale, in Brianzasei. Gli iniziali impianti di trasmissione erano situati a Barzanò (450 metri d'altezza) e sul tetto del collegio De Amicis di Cantù, occupando tre canali UHF (il 30, il 47 ed il 60) in grado di servire (a regime) vaste aree delle province di Lecco, Como, Bergamo, Monza Brianza, Milano, Pavia, Varese, Novara. Nel 1997 il canale UHF 47 viene ceduto a Rete 55; stessa sorte toccò nel 2002 al canale UHF 60, passato a Primarete Lombardia. Nel 2003 l'emittente (col solo canale UHF 30) si trasforma in Canale 11 (Lombardia), tentando il salto per una distribuzione semiregionale attraverso una composizione societaria che vede anche la presenza di Cino Tortorella ed Ettore Andenna. L'operazione però non funziona, essenzialmente per problemi tecnici ed economici e la stazione chiude nel 2019. Più o meno nello stesso periodo risorge sul web la versione originaria di Telerenate da parte di un nucleo dei primi fondatori.

## Amministrazione
| Periodo        | Periodo        | Primo cittadino  | Partito                        | Carica  | Note |
| -------------- | -------------- | ---------------- | ------------------------------ | ------- | ---- |
| 14 giugno 2004 | 7 giugno 2009  | Elisa Riva       | Lista civica                   | Sindaco |      |
| 8 giugno 2009  | 25 maggio 2014 | Antonio Gerosa   | centrodestra (PDL - Lega Nord) | Sindaco |      |
| 25 maggio 2014 | 10 giugno 2024 | Matteo Rigamonti | Lega                           | Sindaco |      |

## Sport

### Scherma
A Renate è nato Edoardo Mangiarotti, lo schermidore olimpico più medagliato della storia (13 medaglie)., come suo padre Giuseppe e suo fratello Mario, anche loro schermidori di livello internazionale.

### Calcio
Maggior società calcistica comunale è il Renate: fondato nel 1947 col nome di Renatese da un gruppo di tifosi dell'Inter (che ne ripresero i colori sociali nero e azzurro), ha lungamente militato nelle divisioni dilettantistiche, raggiungendo per la prima volta il professionismo nel 2010.

### Lo stadio comunale Mario Riboldi
Lo stadio comunale Mario Riboldi è il principale impianto sportivo comunale di Renate. È intitolato a Mario Riboldi, uno dei fondatori del Renate Calcio, situato al nord del paese, confina con Cassago Brianza ed è utilizzato dal Renate Calcio.
 Il campo da gioco è in erba e misura 105 x 65 m, non è illuminato e non dispone di pista d'atletica. Adiacente allo stadio c'è un altro campo da calcio in erba sintetica che misura 86 x 48 metri, il quale è invece dotato di un impianto di illuminazione.
La capienza degli spalti del "Riboldi" è di 1.400 posti, non sufficiente per gli standard del calcio professionistico italiano: non avendo ritenuto di poter procedere a un ampliamento, dacché la prima squadra nerazzurra ha raggiunto la terza serie nazionale, essa gioca le partite casalinghe allo stadio Mino Favini, nel comune di Meda. Il "Riboldi" è così rimasto in uso per il settore giovanile.